# Archosauromorpha
Gli arcosauromorfi (Archosauromorpha Huene, 1946) sono un'infraclasse di rettili diapsidi che apparvero per la prima volta nel Permiano superiore (Wuchiapingiano, circa 259 milioni di anni fa), e divennero molto comuni nel corso del Triassico.

## Descrizione
Questa infraclasse comprende numerosi gruppi molto differenti tra loro, come i rincosauri, i trilofosauri, i prolacertiformi, gli arcosauriformi e forse anche i coristoderi. Anche se questi rettili erano molto variegati in apparenza (un tempo erano classificati addirittura in sottoclassi distinte - i trilofosauri negli euriapsidi, i rincosauri tra i lepidosauri), vi sono molti dettagli scheletrici e cranici che suggeriscono un'origine comune per questi animali. Dei gruppi menzionati sopra, i primi tre si estinsero alla fine del Triassico, mentre i coristoderi continuarono a prosperare fino al Miocene (circa 20 milioni di anni fa). Gli arcosauriformi, invece, furono molto importanti nel corso del Triassico e diedero origine ai veri arcosauri, che comprendono i coccodrilli, gli pterosauri, i dinosauri e infine per estensione gli uccelli.

## Tassonomia

### Classificazione
- Sottoclasse Diapsida
  - Infraclasse ARCHOSAUROMORPHA
    - Ordine Choristodera
    - Ordine Prolacertiformes
    - Ordine Rhynchosauria
    - Ordine Trilophosauria
    - Archosauriformes
      - Famiglia Euparkeriidae
      - Famiglia Erythrosuchidae
      - Famiglia Proterochampsidae
      - Famiglia Proterosuchidae
      - Archosauria
        - Crurotarsi
          - Ordine Aetosauria
          - Ordine Phytosauria
          - Ordine Rauisuchia
          - Superordine Crocodylomorpha
            - Ordine Crocodylia

        - Ornithodira
          - Ordine Pterosauria
          - Superordine Dinosauria
            - Ordine Ornithischia
            - Ordine Saurischia
              - Classe Aves

### Filogenia
Archosauromorpha
```
 |--+--
Rhynchosauria

 |   `--+-?
Teraterpeton

 |      `--
Trilophosauria

 `--+--
Prolacertiformes

   `--
Archosauriformes

         |-?
Uatchitodon

         |--
Proterosuchidae

         `--+-?
Erythrosuchidae

            `--+-?
Heleosaurus

               `--+--
Euparkeriidae

                  `--
Avesuchia

                        |-?
Turfanosuchus

                        |--
Proterochampsidae

                        `--+--
Yonghesuchus

                           `--
Archosauria

                                 |--
Crurotarsi
 (coccodrilli e loro parenti)
                                 `--
Ornithodira
 (dinosauri, pterosauri, uccelli)
```